# Рафферти, Адам
Адам Рафферти (Adam Rafferty) — американский гитарист-виртуоз играющий в стиле фингерстайл. Выпустил 8 сольных альбомов и 4 обучающих DVD. Обучался джазовой игре на гитаре у Майка Лонго, пианиста Диззи Гиллеспи.

## Дискография
- First Impressions (1997)
- Blood, Sweat & Bebop (1999)
- Kush (2001)
- Three Souls (2003)
- Gratitude (2008)
- A Christmas Guitar Celebration (2010)
- Chameleon
- I Remember Michael: A Michael Jackson Solo Guitar Tribute